# Гніздечна
Гнізде́чна (стар. Ходорі́вка, пол. Chodorówka) — річка в Україні, в межах Тернопільського району Тернопільської області. Права притока Гнізної (басейн Дністра).

## Опис

Застереження й обмеження

Довжина 39 км. Площа водозбірного басейну 264 км². Похил річки 1,8 м/км. Долина у верхній течії коритоподібна, заболочена; на перетині Товтрової гряди — V-подібна, завширшки від 300—500 м до 1 200 м. Річище звивисте, завширшки від 0,5 м до 8 м, завглибшки до 1—1,5 м. Замерзає у грудні, скресає на початку березня. Вздовж берегів здійснюються водоохоронні заходи. Споруджено ставки. Використовується на водопостачання, рибництво. Встановлено, що у структурі землекористування  басейну переважають орні землі (65%), ліси займають 10%, забудовані землі – 6%, пасовища – 9%, сіножаті – 5%, багаторічні насадження – 1,5%, землі під водою і болотами – 1,5%. Поблизу с. Дубівці в долині річки є низка карстових джерел-озерець. 

## Розташування
Бере початок на околиці села Опрілівці від злиття двох потоків: правий витік бере початок із джерел біля села Кобилля і протікає через Іванчани, Добриводи та Чумалі; лівий (головний) витік — північніше села Заруддя і прямує через Колодно, Болязуби та Новики. Тече переважно на південь, у пониззі — на південний схід. Впадає до Гнізної між смт Великі Бірки і селом Дичків.

## Населені пункти
Над річкою розташовані такі села (від витоків до гирла): Опрілівці, Дубівці, Стегниківці, Курники, Лозова, Шляхтинці, Байківці, Смиківці, Дичків.

## Цікаві факти
- У XIX на поч. ХХ ст. носила назву Chodorówka(пол.) (Ходорівка).

## Галерея

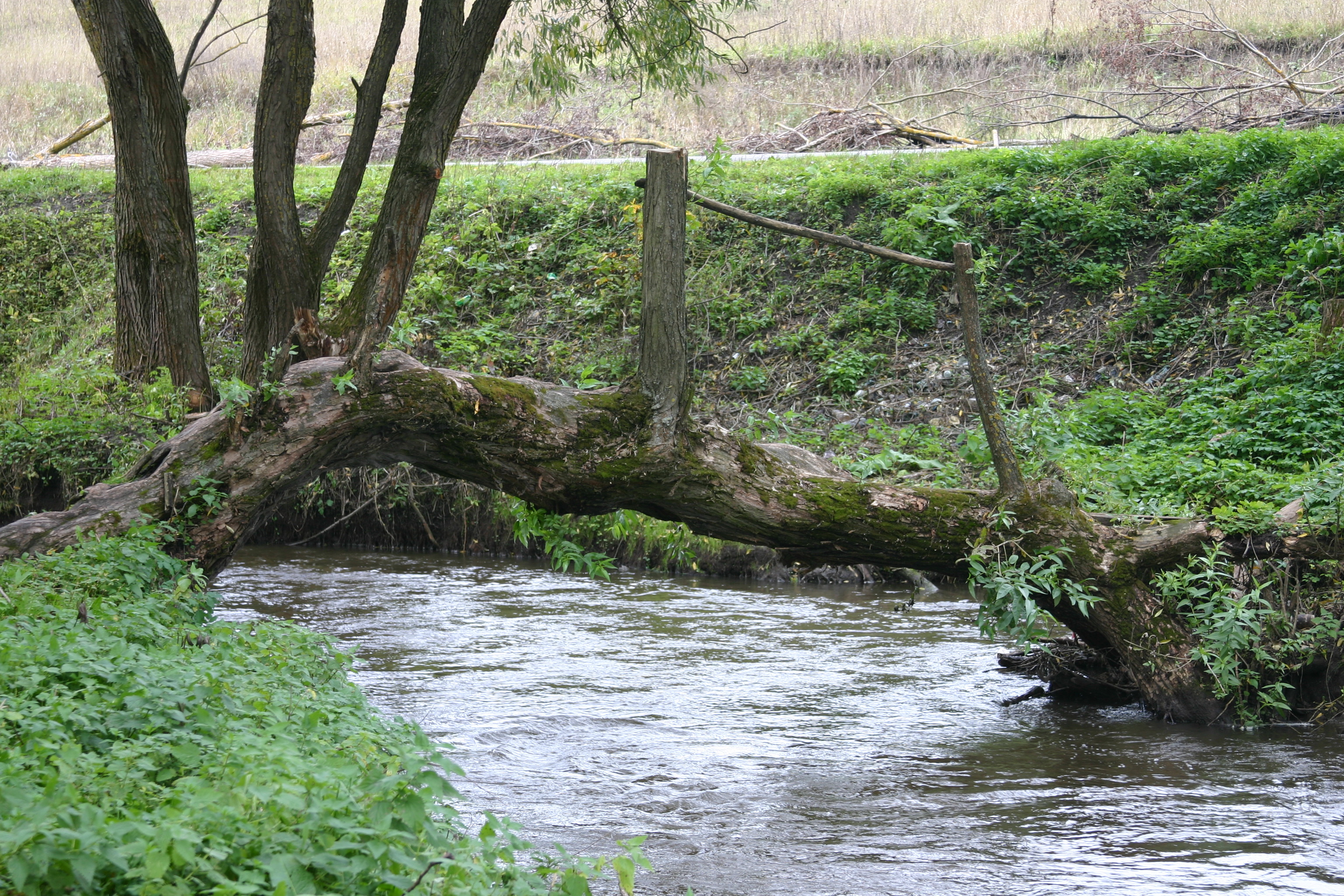
Гніздечна в Байківцях
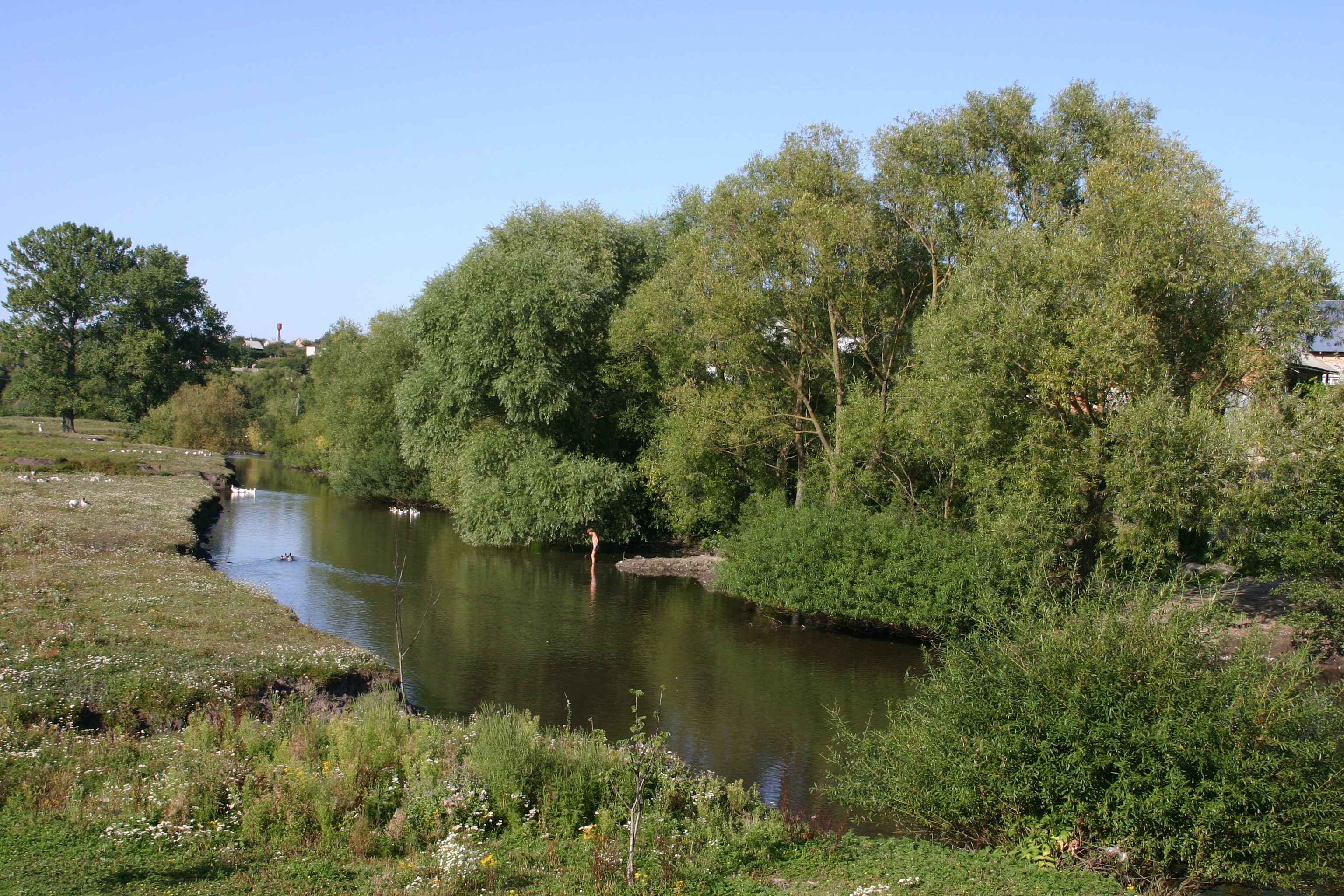
Гніздечна в Смиківцях
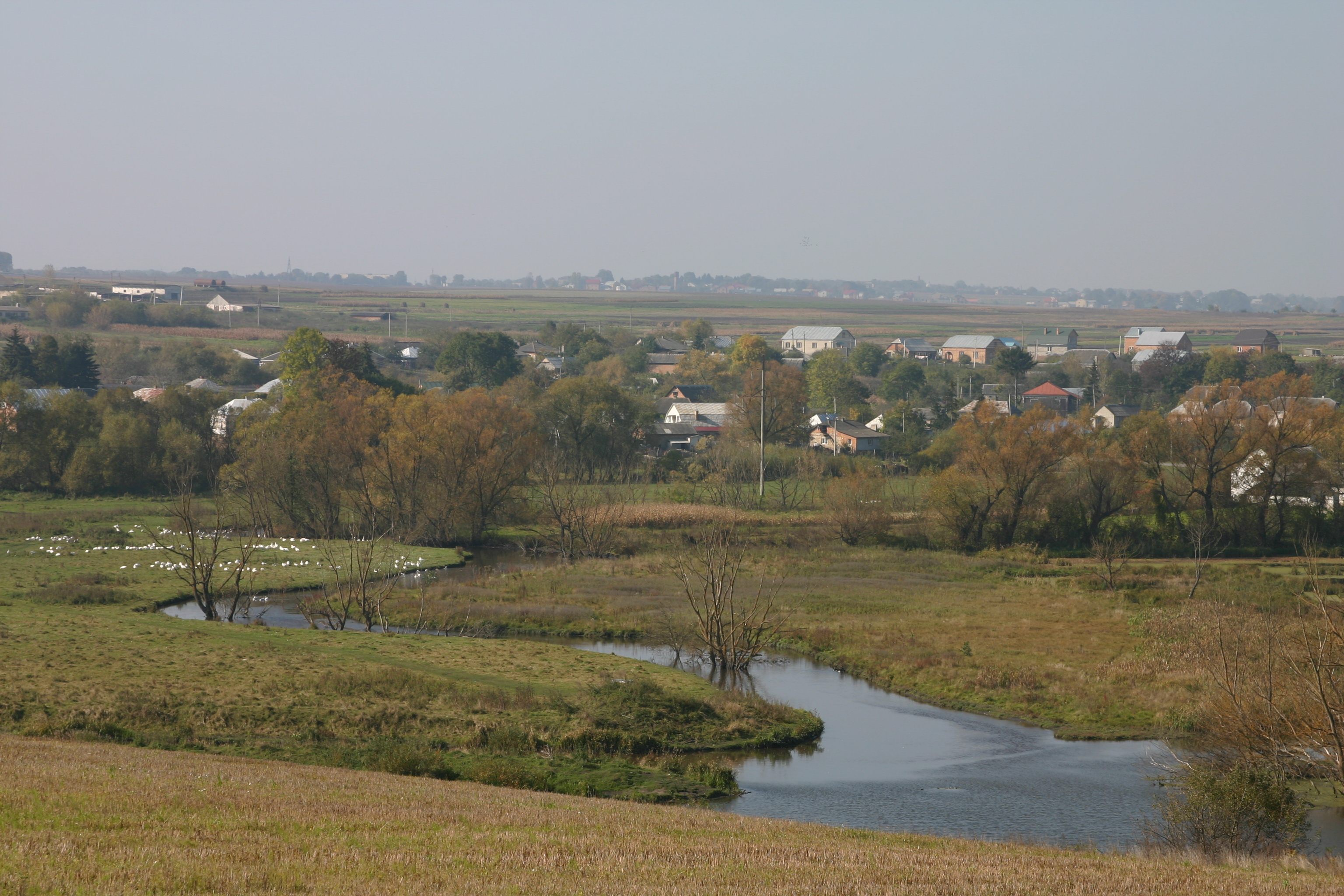
Гирло Гніздечної
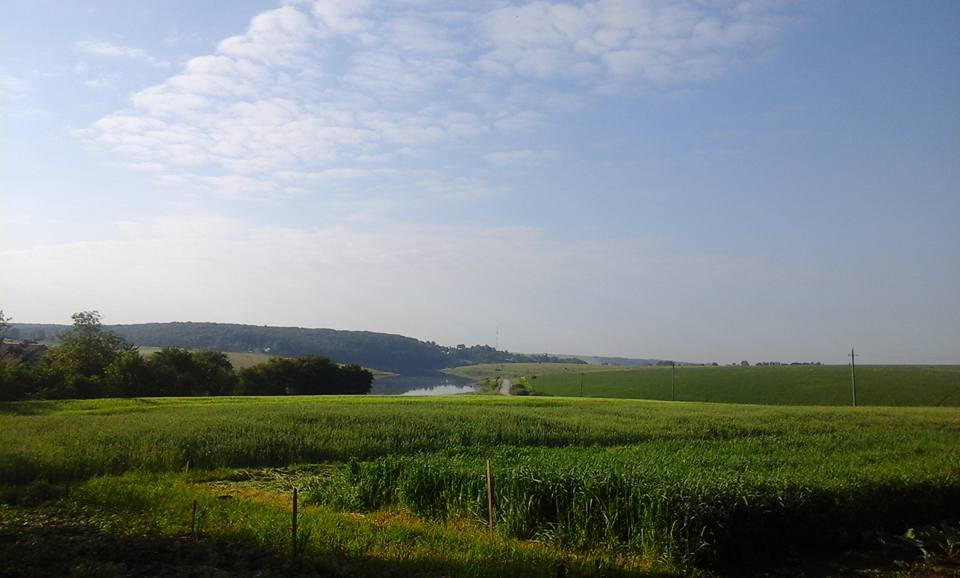
Став на Гніздичній. Вигляд із с. Дубівці
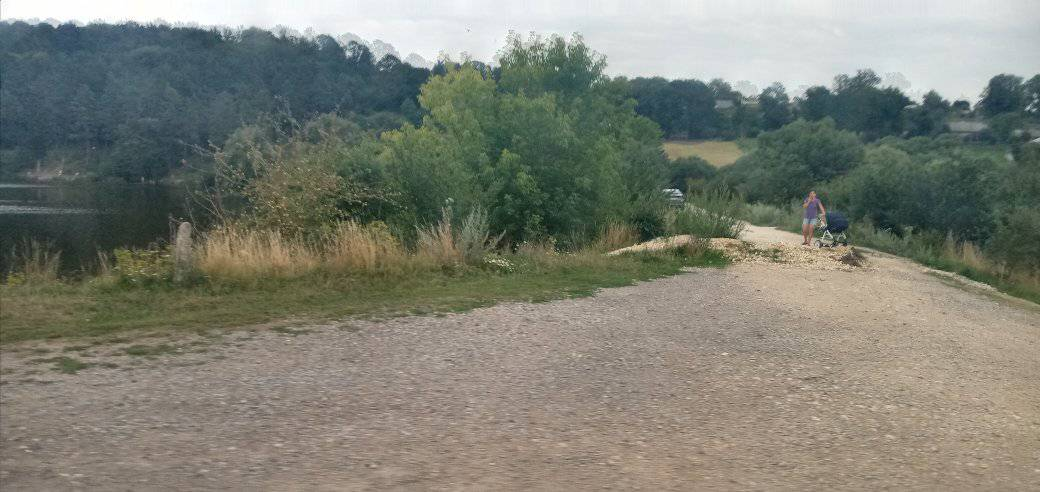
Дамба ставу в с. Стегниківці
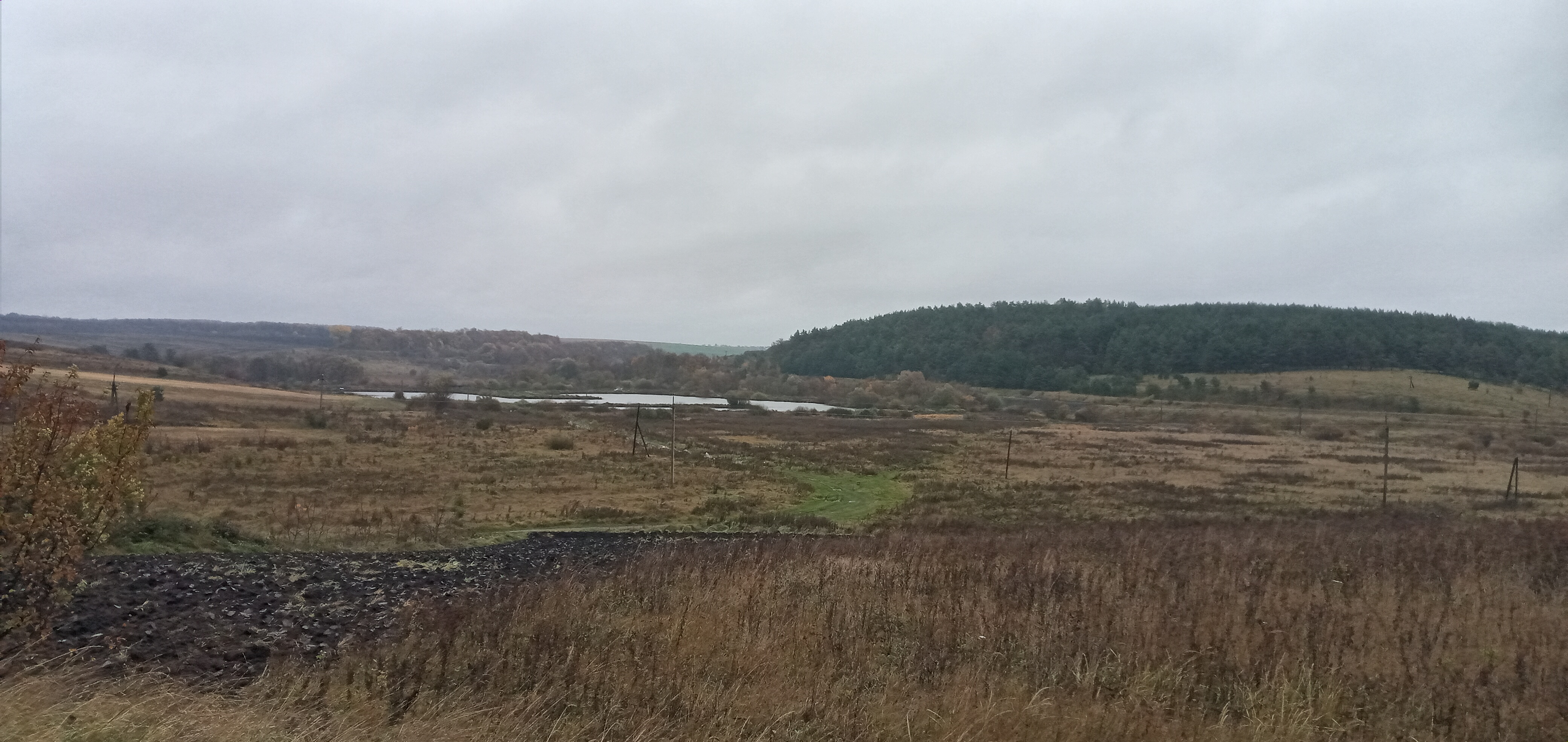
Став у Курниках